# Râul Cornetu, Mălina
Râul Cornetu este un curs de apă, afluent al râului Mălina.